# 獣王記 -PROJECT ALTERED BEAST-
『獣王記 -PROJECT ALTERED BEAST-』（じゅうおうき プロジェクト オルタードビースト）は、2005年1月27日にワウ・エンターテイメントから発売されたPlayStation 2用ソフトであり、1989年に発表されたアーケードゲーム『獣王記』（以下：オリジナル版）のリメイク版にあたる。
ファンタジー色が強かったオリジナル版に対し、本作における獣人は「ゲノム・サイボーグ」、モンスターはバイオハザードによる変異によるものとSF的な設定付けがなされている。始めはドリームキャストで発売の予定だったがPlayStation 2で発売された。
本作はヨーロッパにて"Altered Beast"という題名で同年2月25日に発売された一方、アメリカでは発売されなかった。

## ゲーム内容
同作は3Dアクションゲームである。一度ゲノム・チップを手に入れた獣人なら、いつでも獣人への変身が可能となる。しかし獣人に変身したままでいると徐々にスピリットゲージが減っていき、ゲノムゲージがなくなると今度は体力が減少していく。また、一部の獣人は変身できる場所が限られている。
ゲージは敵を倒したときに出現する緑色のエキスを取得することで回復できる。また、体力は赤色のエキスを取得することで回復できる。獣化したときは必殺技ゲージが表示され、満タンの時に必殺技が使用可能。必殺技ゲージは時間と共に回復する。
敢えて変身をせず人間のままで行動する場面と、状況に応じて変身を切り替えて進めていく。人間形態の時は弱いものの、獣化したときは圧倒的な戦闘力を持つ。人間形態のときは弱った敵に手刀を刺すことで、直接スピリットを吸収することが可能。また、問題を解決するために最適な獣人や攻撃方法・手段を探りだす謎解き要素もあり、ボス戦においては弱点の発見が攻略のカギとなる。
アナログスティックの仕様を前提としたゲームではあるが、ルークが向くことができる方向は8方向に固定されている。これは敵も同様で位置によってはお見合いのように何もせず（できず）ににらみ合うような状況になることもある。なお、敵同士にも攻撃&当たり判定も存在しており、うまく誘導すれば同士討ちで減らすことも可能である。

## ストーリー
北カルフォルニアのフォーレタウンと呼ばれる架空の街に、ゲノムサイボーグという、あらゆる環境や状況に適応させるために獣の能力を有するサイボーグ兵士の研究開発のために軍が極秘裏に設立した研究施設があった。この計画は「PROJECT ATELERED BEAST」と呼ばれ、生物学における天才であるエリック・ジョブズが主導していた。これまでに、ブラッドという男性と、エリック博士の助手であるアナスタシア・アインワース、そして軍人のルーク・カスターの3人がゲノムサイボーグとなった。
ある日、研究施設にあるゲノムミストという物質がフォーレタウンに流出し、フォーレタウンに封鎖命令が出される。ゲノムミストはそれ自体が猛毒を持っているが、一定濃度化に長期間さらされた生物は遺伝子変異を起こし、異常なまでの攻撃性を持つと共に異形の怪物へと進化してしまう。
このゲノムミストが流出した状況下で行動できるのはゲノムサイボーグだけだが、アナスタシアとブラッドは消息不明であり、現状の軍内部で派遣できるのはルークただ1人だった。フォーレタウンに封鎖命令が発生して3週間後、ルークは研究施設内の生存者を確認するため輸送ヘリに乗ってフォーレタウンへ向かうが、輸送中のヘリコプターが謎の飛行生物に襲われて墜落してしまう。街外れで彼は一命を取り留めるが記憶を無くしていた。
辺りを歩き回っていると散乱した残骸の中から、"PROJECT ALTERED BEAST"とタイトルがつけられたマニュアルを見つける。ルークはマニュアルに記憶の手がかりを求める。その時、背後から謎の化物たちの襲撃を受けるがルークは無意識のうちに"ウェアウルフ"に変身し、化物たちを次々に倒していた。そのまま獣人に変化する自分自身の解明と事件の元凶へと迫る。
一方、エリック博士はゲノムミストに巻き込まれた影響で半ば変異し、精神崩壊を起こしてしまい、ついにはアナスタシアに取り込まれてしまう。
そして、ルークはアナスタシアやブラッドとの因縁に終止符を打った後、焼け落ちる街を後にいずこかへと去る。

## 登場人物
ルーク・カスター
本作の主人公。取り込んだゲノム・チップによってあらゆる獣人へと変身できるゲノム・サイボーグ。彼の胸には、脱走しようとしたブラッドと戦いの際に付けられた大きな傷がある。ゲーム中では最初から持っているのはウェアウルフのゲノム・チップのみであり、傷跡にゲノム・チップを埋め込むと獣人に変身する。
元々は一軍人に過ぎなかったが、演習中の事故で重傷を負った際、エリック博士によりゲノムサイボーグとなるための手術を受け、ゲノムサイボーグとして生まれ変わった。またルークは他の二人と違い、様々な獣人になる事ができるため、エリックが身命を賭して開発したドラゴンを使える存在だと目されている。
アナスタシア・アインワース
エリック・ジョブズ博士の助手を務める女性研究員で、フォーレタウンで墜落したルークと出会う。
ルークの能力を覚醒させ、ドラゴンのゲノムチップを許容できる存在にするという目的から、ルークに情報を与えるなど協力者のようにふるまってきた後、終盤にてルークに立ちはだかる。
ゲノム・サイボーグの処置を施されるも身体的及び後述で述べた能力の倫理的観点の問題から、ブラッドが最初のゲノム・サイボーグとなり、アナスタシア自身はブラッドのサポート役に回る。しかし密かに慕うエリックへの想いが、やがて狂気へと駆り立てる。
彼女が変身する獣人はあらゆる生物を取り込み、自身の構成パーツや力にするキメラであるが、情報媒体のみのゲノム・チップは取り込む事ができない。
エリック・ジョブズ
生物学の天才にしてPROJECT ATELERED BEASTの最高責任者。ゲノム・サイボーグの開発にとどまらず、恐竜などの古代生物の復活や爬虫類や肉食獣の強化改造に成功する。最強の生命体ドラゴンの創造を最終目標としているが、その研究への妄執がアナスタシアを狂気へ導くことになる。
ブラッド
経歴などは一切明かされていない1人目のゲノム・サイボーグ。虎型の獣人ウェア・タイガーに変化する。
大きな黒い爪と白い虎の姿が特徴であり素早い動きで敵を翻弄する。また、爪には細胞破壊プログラムがあり、切り裂かれると激しい新陳代謝を起こすゲノム・サイボーグでも破壊された箇所の再生は不可能である。彼は当初高い戦闘能力で関係者を魅了するも、後に軍事機密であるゲノムチップを無断で持ち出し、相棒である翼のある黒豹（後に第5・第9ボスを担当）とともに失踪する。
僅かではあるがアナスタシアへの恋慕があるらしく、研究所から離れた理由も「エリックと貴様（ルーク）の存在がアナを狂気に導く」ということであった。

### ルークが変身可能な獣人
どの獣人に変身するかは任意に選択が可能。
ウェアウルフ
ルークが最初から変身できる獣人。主に白兵戦を重視した開発モデルであり、汎用性、戦闘力と、軍の求めるスペックを満たしている。その一方で、狼の持つ闘争本能の強さを懸念する声も多く、採用には到っていない。
マーマン
政府から解析を依頼された未公開生物を元に開発された水中型モデルである。全獣人中唯一、水中での活動が可能である反面、変身したり解除するには水辺に近づく必要がある。体内の酸素を高圧縮した泡状の炸裂弾を放つ能力を持つ。
ウェンデイゴ
雪男。獣人に付加能力を与えた「強化獣人」の試作型で、政府が秘匿していた未公開生物の細胞を元に、極寒地での活動を目的として開発された局地戦型モデルである。通常の肺とは別に、強力な冷却装置として機能する肺を持ち、その臓器を使って吐き出された息は対象を凍結させる。特殊能力の都合で身体が巨大化しており、それに見合った怪力を持つ一方、機動力に欠ける。
ガルーダ
長距離飛行を前提として開発された鳥形獣人。戦闘用ではないものの、小規模ながらも竜巻を発生させる事や、高度からの強襲攻撃など、戦闘力は必要十分にある。
ミノタウロス
血中の過剰成分を皮下組織に放出させて鋼鉄状の表皮を形成し、大抵の攻撃を耐えうることが可能になった拠点防衛用モデル。瞬間的に体内のアドレナリンを増幅させる事により、全身を一時的に完全鋼鉄化させる「完全鋼鉄化」という能力を持つ。また、体内ではガソリンに似た揮発性物質を生成する臓器を有しており、その物質は口から排出されると同時に引火して、炎のブレスとなって対象を焼き尽くす。
ドラゴン
「最強にして最高の生物」を目指して開発された龍型の獣人。体内に発電機構を備えており、そのエネルギーで電撃を生み出して攻撃を行う。中でもサンダーキャノンと呼ばれる必殺技は、全獣人中、最高の破壊力を持っている。ただし、スピリットゲージの消費が全形態で最も激しいため、変身の継続時間は非常に短い。
グリズリー
クリア後に出現するエレベーター・オブ・ドゥームをクリアすることで変身できるようになる隠し獣人。白兵戦用に開発された獣人で、格闘技を取り入れた打撃攻撃、対象を石化させるブレスや、放屁じみた神経系ガスといった技をもち、高い戦闘力を有している。この完成度に軍上層部は高い評価を下しており、最初の軍用モデルとして有力視されている。また、体を丸めて転がることで、狭い場所を通る事も可能。
なお、公式ウェブサイトでは、エリックがグリズリーに必殺技・熊功夫を導入した経緯が語られている。
U.W.H.（未確認無重力人間）
クリア後に出現するボスタイムアタックをクリアすることで変身できる隠し獣人。政府が所有する未公開生物の中でも、厳重に隠蔽されていた地球外生命体の解明を兼ねて、研究・開発を依頼された特殊なモデル。常に空中に浮遊して移動することができるほか、他にも瞬間移動や重力操作の能力を持つ。一方で、未解明な部分が多く、人体への投与は未だ行なわれていない。
ウェアタイガー
クリア後に条件を満たすことで変身できる隠し獣人。「個の絶対的な戦闘力」をコンセプトに開発された最初の獣人であり、そのため戦闘能力は非常に高い。後に能力を若干デチューンし、ゲノムチップ化に成功したことで、ルークもウェアタイガーに変身可能となった。

### 敵
リビングコープス
死亡した住民が変異した姿。人間としての外見は大きく損なわれ、血と殺戮を好む獰猛な獣へと変異している。
ブローティッドコープス
リビングコープス同様、霧の影響で変異した街の住民の死体。一見緩慢な動作に見えるが、膨れ上がった体を活かした素早い攻撃を得意とする。
アンフィビアン
何らかの理由で川に流れ込んだ住民の遺体が水に適応して誕生した。
バーサーカー
街を覆う霧の影響で変異した住民の死体で、武器を所持している。
オーガ
街を覆う霧の影響で変異した住民の死体が巨大化したもの。
ジャイアントラット
墓地に住み着いていたネズミの変異体。貪欲に獲物を追い求め、集団で襲いかかる。群れで行動するうえに好戦性も高い。
ボーニータング
街の住人が飼っていた魚が周辺の河川で野生化、そして街を包む霧の影響で変異した姿。性格は非常に獰猛で、水中での動きは機敏。

#### ボス
リバイアサン
LC330t〈MERMAN〉のゲノムチップを体内に取り込んだネズミ。体格は大型肉食獣のように大きく変化している。取り込んだゲノムチップの影響により、身体の各所にヒレ状のものが生えいる。
サルコスクス
研究施設から脱走して地下水脈に潜伏していた実験用ワニ。ステゴサウルスのような背びれが生え、ひれの一つ一つが鋭利な刃物のようになっている。
サスカッチ
LC350t〈WENDIGO〉のゲノムチップを取り込んだ蛙。ウェンディゴと同様の冷却装置を持っており、身体の内部構造が哺乳類に近くなり、完全な二足歩行となった。水中を移動する事が可能で、機動性能は極めて高い。
アエッシュマー
ゲノムミストの影響で巨大化したMB1002h〈BLOATED CORPSE〉の変種。
シトリー／フラウロス
ブラッドと共に失踪した黒豹で、元々は実験用生物T100〈FLAUROS〉であったが、LC340t〈GARUDA〉のゲノムチップを投与されて変異した。〈GARUDA〉のチップはLC3xxシリーズ用のものであったが、実験用に余裕を設けて造られていたT100は拒否反応もなく取り込むことに成功した。
ショッピングセンターにてルークの前に立ち塞がり一度は倒されLC340tのチップは奪われるも、本来の姿で復活し先の原子力発電所で再び立ち塞がる。

## 制作

### 企画
オリジナル版のディレクターを務めた内田誠はセガ公式ホームページの連載企画「SEGA VOICE」内のインタビューの中で、オリジナル版の開発の時点から、一味違う『獣王記』を作りたいと考えていたことを明かしており、それに加えて海外におけるオリジナル版の人気や、映画『インビジブル』における人体の内部組織の透明化の表現を受け、ゲームでもまた違う変身の表現ができると判断したと述べている。

### 開発
企画当時セガ・オブ・アメリカにいた内田は、当時参加していた『エイリアンフロント』 のチームでそのままリメイク版を作ろうと考えていたが、この企画を実現するには多大な労力と時間を要することが判明する。
その時、中国で開発会社（のちのセガ・シャンハイ）を作る話が持ち上がり、内田とディレクターの奥本信一郎、そして一人のプログラマーの計三名が中国に赴く。
そして、リメイク版はセガ・シャンハイと日本のセガの共同開発という形で作られ、日中以外のアジアに国々からもスタッフが参加した。

### ゲームデザイン・セッティング
オリジナル版ではステージ内で専用の獣人しか変身できなかったのに対し、リメイク版ではプレイヤーの任意に合わせて様々な種類の獣人に変身できるように設計された。
そのうちの一つであるガルーダは飛行能力を持つという設定であり、過去に内田が手掛けた『ウイングウォー』 を参考に調整が行われた。
また、隠し獣人の一つであるグリズリーは、オリジナル版のウェアベアが日本で人気があったことや、スタッフ会議でも要望があったことなどから登場が決まった。
ディレクターの奥本はSEGA VOICEの中で、獣人の特性や能力をゲームの進行と合わせるのに苦労したと振り返っており、複数の獣人に合わせて操作感覚やプレイスタイルを変えようと思っても、大幅に変えてしまうと遊びにくくなるため、議論や試行錯誤を繰り返したとも話している。

## 評価
ゲーム誌『ファミ通』のクロスレビューでは合計29点（満40点）となっている。
Game Watchの豊臣和孝は、オリジナル版との差異の大きさを「驚天動地」と表現し、「何の情報もないままゲームの冒頭部分だけをプレイさせたら、かつてプレイした人でも「獣王記」のリメイクと気付かないのではないだろうか。」と述べている。豊臣はチュートリアルをプレイした際に本作の攻撃システムの悪い面ばかりが見えたと指摘しつつも、新しい「獣化チップ」を入手できるようになった中盤からは、獣化システムや敵構成などといった複数の要素がうまく絡み合い新鮮な広がりを見せたと評している。豊臣は、ところどころにある仕掛けや謎解きが良いフックとなって最後まで飽きることなくプレイできたと述べ、クリア後に解放される隠しモードが本編とはまた異なる「直球勝負」になっていてやりがいがあると述べている。豊臣は難易度について、『ダイナマイト刑事』や『ゾンビリベンジ』といったひと昔前のアーケード―ゲームのようだったと述べており、イージーモードにおいてもボタン連打で勝てるほど甘くないところから制作スタッフの確固たるポリシーがひしひしと伝わってくると話している。